# Liste der Biografien/Weg
Liste der Biografien |
Portal Biografien |
Personensuche
# |
A |
B |
C |
D |
E |
F |
G |
H |
I |
J |
K |
L |
M |
N |
O |
P |
Q |
R |
S |
T |
U |
V |
W |
X |
Y |
Z |
?
 
Wa |
Wc |
Wd |
We |
Wh |
Wi |
Wj |
Wl |
Wn |
Wo |
Wr |
Ws |
Wt |
Wu |
Ww |
Wy |
Wz
 
Wea |
Web |
Wec |
Wed |
Wee |
Wef |
Weg |
Weh |
Wei |
Wej |
Wek |
Wel |
Wem |
Wen |
Weo |
Wep |
Wer |
Wes |
Wet |
Weu |
Wev |
Wew |
Wex |
Wey |
Wez
Die Liste der Biografien führt alle Personen auf, die in der deutschsprachigen Wikipedia einen Artikel haben. Dieses ist eine Teilliste mit 395 Einträgen von Personen, deren Namen mit den Buchstaben „Weg“ beginnt.

## Weg
- Weg, Kenny van der (* 1991), niederländischer Fußballspieler

### Wega
- Wegaf, altägyptischer König der 13. Dynastie
- Wegan, Florian (* 1993), österreichischer American-Football-Spieler
- Wegan, Helmuth (1894–1946), deutscher Politiker (Christlich-Soziale Reichspartei, Kommunistische Partei Deutschlands) und Künstler
- Wegart, Franz (1918–2009), österreichischer Politiker (ÖVP)
- Wegas, Tony (* 1965), österreichischer Sänger und MusikerTony Wegas (* 1965)

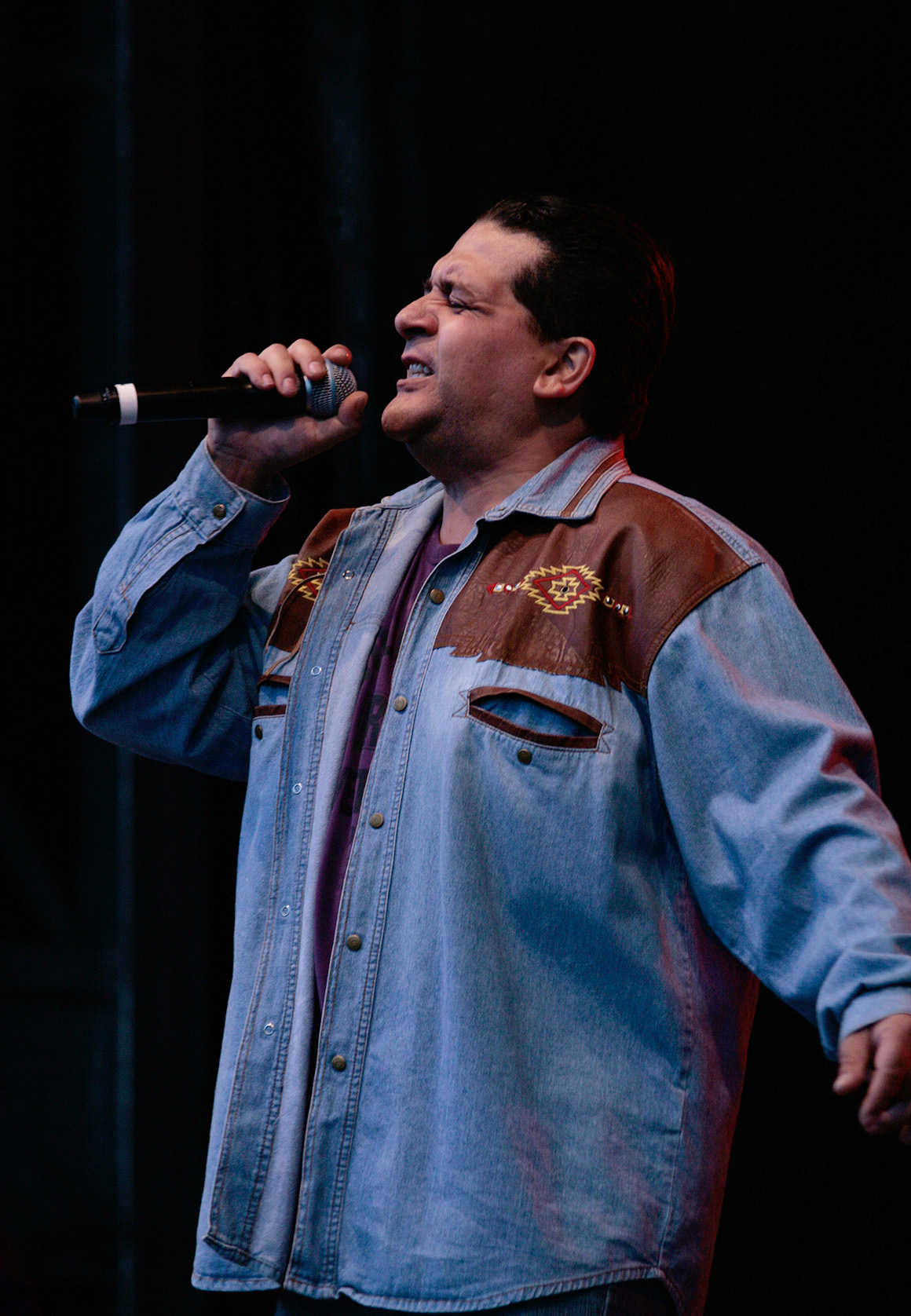
Tony Wegas (* 1965)

- Wegat, Julia (* 1969), deutsche Malerin und Medienkünstlerin

### Wegb
- Wegberg, Carl van (* 1977), niederländischer Musicaldarsteller
- Wegberg, T. A., deutscher Schriftsteller, Übersetzer und freier Lektor

### Wege
- Wege, Cordelia (* 1976), deutsche Schauspielerin
- Wege, Fritz (1862–1953), deutscher Kommunalpolitiker (DNVP) und unbesoldeter Stadtrat in Berlin (1919–1927)
- Wege, Heinrich Wilhelm Ludwig (1844–1908), deutscher Architekt
- Wege, Joachim (* 1949), deutscher Beamter
- Wege, Julia (* 1986), deutsche Sozialarbeiterin, Autorin und Professorin an der Hochschule Ravensburg-Weingarten
- Wege, Karla († 2021), deutsche Meteorologin
- Wege, Klaus (1931–2019), deutscher Meteorologe
- Wege, Kurt (1881–1940), deutscher Landwirt, Gutsbesitzer und Politiker (DNVP), MdR
- Wege, Kurt (1891–1947), deutscher Politiker (NSDAP), MdRKurt Wege (1891–1947)

Kurt Wege (1891–1947)

- Wege, Kurt (1911–1964), deutscher Holzbläser, Komponist und Orchesterleiter im Bereich des Swing und der Unterhaltungsmusik
- Wege, Paul (1899–1952), preußischer Landrat
- Wegehaupt, Friedrich (1904–2000), deutscher Politiker (CDU), MdA
- Wegehaupt, Hans (1872–1914), deutscher Klassischer Philologe und Gymnasiallehrer
- Wegehaupt, Heinz (* 1928), deutscher Bibliothekar
- Wegehaupt, Herbert (1905–1959), deutscher Maler, Holzschneider und Kunsterzieher
- Wegehaupt, Matthias (* 1938), deutscher Maler und Schriftsteller
- Wegehaupt, Uwe (* 1958), deutscher Richter
- Wegehaupt, Wilhelm (1845–1917), deutscher Klassischer Philologe und Gymnasialdirektor
- Wegehaupt, Zbigniew (1954–2012), polnischer Jazzmusiker
- Wegehenkel, Lothar (* 1944), deutscher Wirtschaftstheoretiker
- Wegele, Carl (1859–1930), Sanitätsrat, Autor
- Wegele, Franz Xaver von (1823–1897), deutscher Historiker und Mitredakteur der Allgemeinen Deutschen Biographie
- Wegele, Karl (1887–1960), deutscher Fußballspieler
- Wegele, Ulrike Theresia, deutsch-österreichische Organistin
- Wegeler, Franz Gerhard (1765–1848), deutscher Mediziner und Jugendfreund Ludwig van Beethovens
- Wegeler, Julius (1836–1913), deutscher Weinbaufunktionär
- Wegeler, Julius Stephan (1807–1883), deutscher Mediziner und Heimatkundler der rheinischen Landesgeschichte
- Wegeler, Karl (1885–1945), preußischer Landrat des Kreises Mayen und Polizeipräsident in Kassel und Litzmannstadt
- Wegeler, Stefanie (* 1974), deutsche Basketballspielerin
- Wegeli, Rudolf (1877–1956), Schweizer Historiker und Direktor des Bernischen Historischen Museum
- Wegelin, Adolph (1810–1881), deutscher Architekturmaler
- Wegelin, August (1840–1902), deutscher Unternehmer
- Wegelin, Émile (1875–1962), französischer Ruderer und Künstler
- Wegelin, Georg (1558–1627), Abt der Reichsabtei Weingarten sowie Mitgründer und erster Präses der Oberschwäbischen Benediktinerkongregation (1586–1627)
- Wegelin, Jakob (1721–1791), Schweizer Historiker, evangelischer Theologe und Philosoph
- Wegelin, Johann (1900–1968), deutscher SA-Angehöriger
- Wegelin, Josua (1604–1640), evangelisch-lutherischer Theologe und Liederdichter
- Wegelin, Jürg (* 1944), Schweizer Journalist
- Wegelin, Karl (1803–1856), Schweizer Regionalhistoriker und Archivar
- Wegelin, Martin (* 1947), Schweizer Bauingenieur und Entwicklungshelfer
- Wegelin, Michael August (1797–1867), Schweizer Jurist und Politiker
- Wegelin, Natascha (* 1985), deutsche Autorin
- Wegelin, Thomas (1577–1629), deutscher lutherischer Theologe und Hebraist
- Wegelius, Charly (* 1978), britischer RadrennfahrerCharly Wegelius (* 1978)

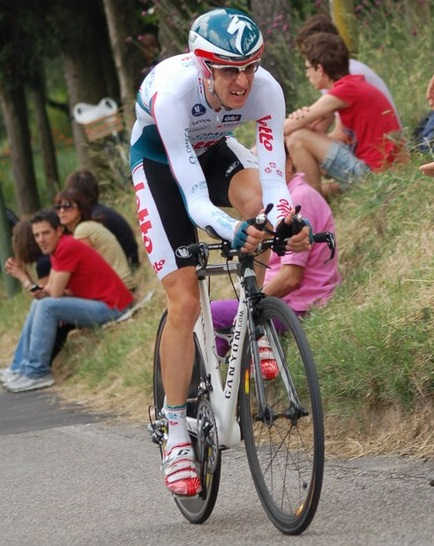
Charly Wegelius (* 1978)

- Wegelius, Jakob (* 1966), schwedischer Kinderbuchautor
- Wegelius, Kristiina (* 1960), finnische Eiskunstläuferin
- Wegelius, Magnus (1884–1936), finnischer Turner und Sportschütze
- Wegelius, Martin (1846–1906), finnischer Komponist und Musikpädagoge
- Wegely, Johann Georg († 1755), Unternehmer in Berlin
- Wegely, Wilhelm Caspar (1714–1764), preußischer Kaufmann und Unternehmer
- Wegeman, Keith (1929–1974), US-amerikanischer Skispringer
- Wegemann, Georg (1876–1961), deutscher Geograph
- Wegemann, Katrin (* 1982), deutsche Bildende Künstlerin
- Wegenast, Klaus (1929–2006), deutscher evangelischer Theologe, Religionspädagoge und Hochschullehrer
- Wegenast, Robert (1930–2019), ungarischer Bühnenbildner, im Theater und Fernsehen, sowie Maler
- Wegenberger, Josef (* 1960), österreichischer Wirtschaftspsychologe
- Wegener, Albrecht (1905–1973), deutscher Jurist und NSDAP-Funktionär
- Wegener, Alfred (1880–1930), deutscher Meteorologe sowie Polar- und GeowissenschaftlerAlfred Wegener (1880–1930)

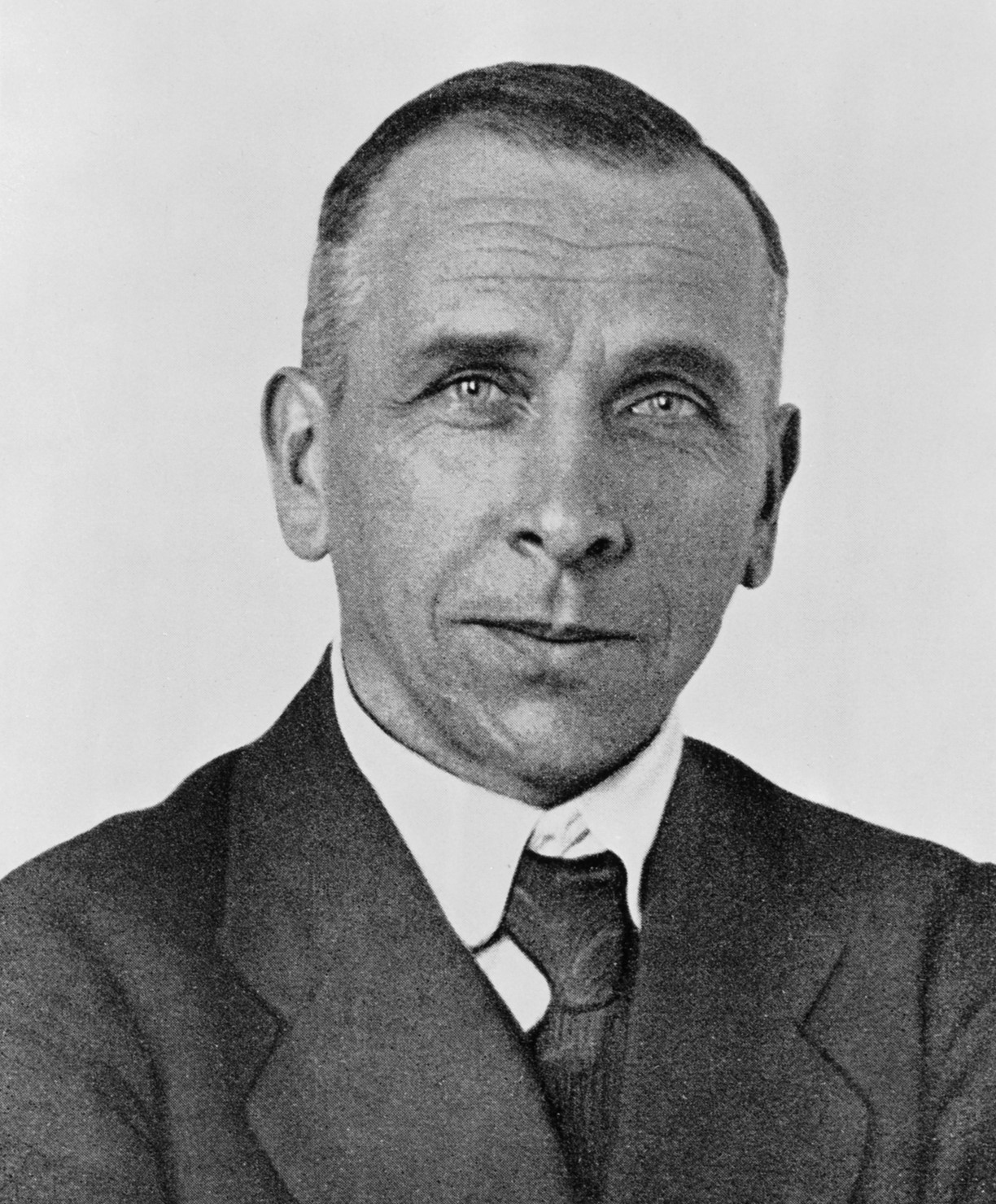
Alfred Wegener (1880–1930)

- Wegener, Andrea (* 1979), deutsche Kunsthistorikerin
- Wegener, Andreas (1878–1945), deutscher Ruderer
- Wegener, Andreas (* 1958), deutscher Fußballspieler
- Wegener, Bernd (1884–1915), deutscher Kapitänleutnant der Kaiserlichen Marine
- Wegener, Bernd (* 1944), deutscher Sozialwissenschaftler
- Wegener, Bernd (* 1947), deutscher Unternehmer und Pharmalobbyist
- Wegener, Bernhard W. (* 1965), deutscher Rechtswissenschaftler
- Wegener, Bruno (1882–1950), deutscher Radrennfahrer
- Wegener, Carl Gustav († 1887), deutscher Landschafts- und Marinemaler
- Wegener, Charlotte (1929–2010), deutsche Pädagogin und Politikerin (CDU), MdA
- Wegener, Claire (* 2006), deutsche Schauspielerin und Hörspielsprecherin
- Wegener, Daniela (* 1974), deutsche Vertreterin der neonazistischen „Freien Kameradschaften“ in Deutschland
- Wegener, E. B., deutscher Fußballspieler
- Wegener, Edward (1904–1981), deutscher Marineoffizier und Konteradmiral
- Wegener, Erich (1904–1956), deutscher Maler
- Wegener, Ernst (1863–1945), deutscher Rechtsanwalt und Notar, und Kommunalpolitiker
- Wegener, Friedrich (1907–1990), deutscher Pathologe
- Wegener, Friedrich (* 1937), deutscher Pädagoge und Schachhistoriker
- Wegener, Georg (1863–1939), deutscher Geograph und Forschungsreisender
- Wegener, Gerd (* 1945), deutscher Holzwissenschaftler und pensionierter Akademiker
- Wegener, Gerda (1886–1940), dänische Illustratorin und Malerin des Jugendstils und des Art décoGerda Wegener (1886–1940)

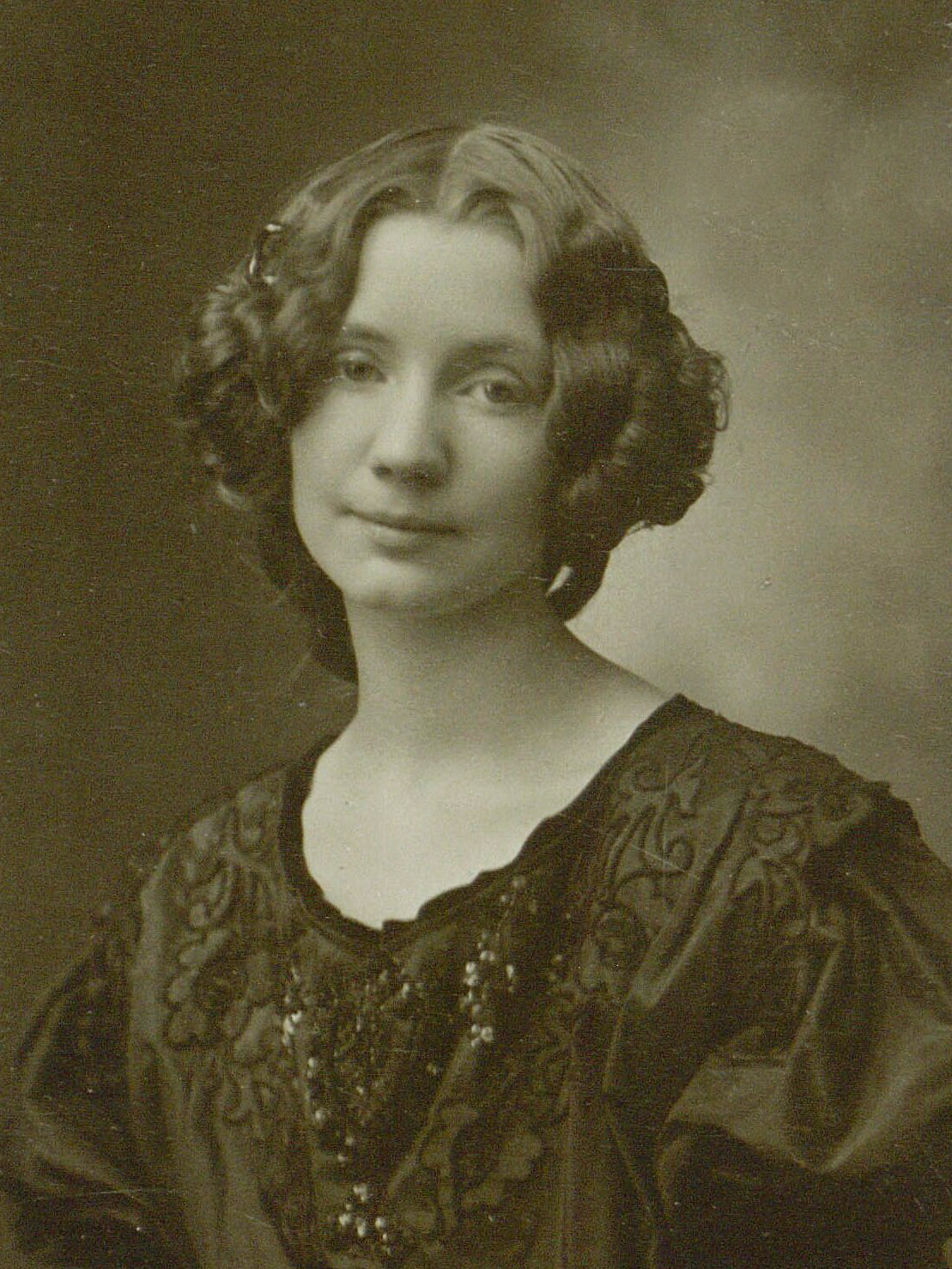
Gerda Wegener (1886–1940)

- Wegener, Gerhard (1870–1917), deutscher Maurer und Politiker (SPD)
- Wegener, Gustav (1908–1944), deutscher kommunistischer Widerstandskämpfer
- Wegener, Gustav Theodor (1817–1877), dänischer Maler
- Wegener, Hannelore (* 1940), deutsche Malerin, Autorin und Illustratorin
- Wegener, Hannes (* 1980), deutscher SchauspielerHannes Wegener (* 1980)

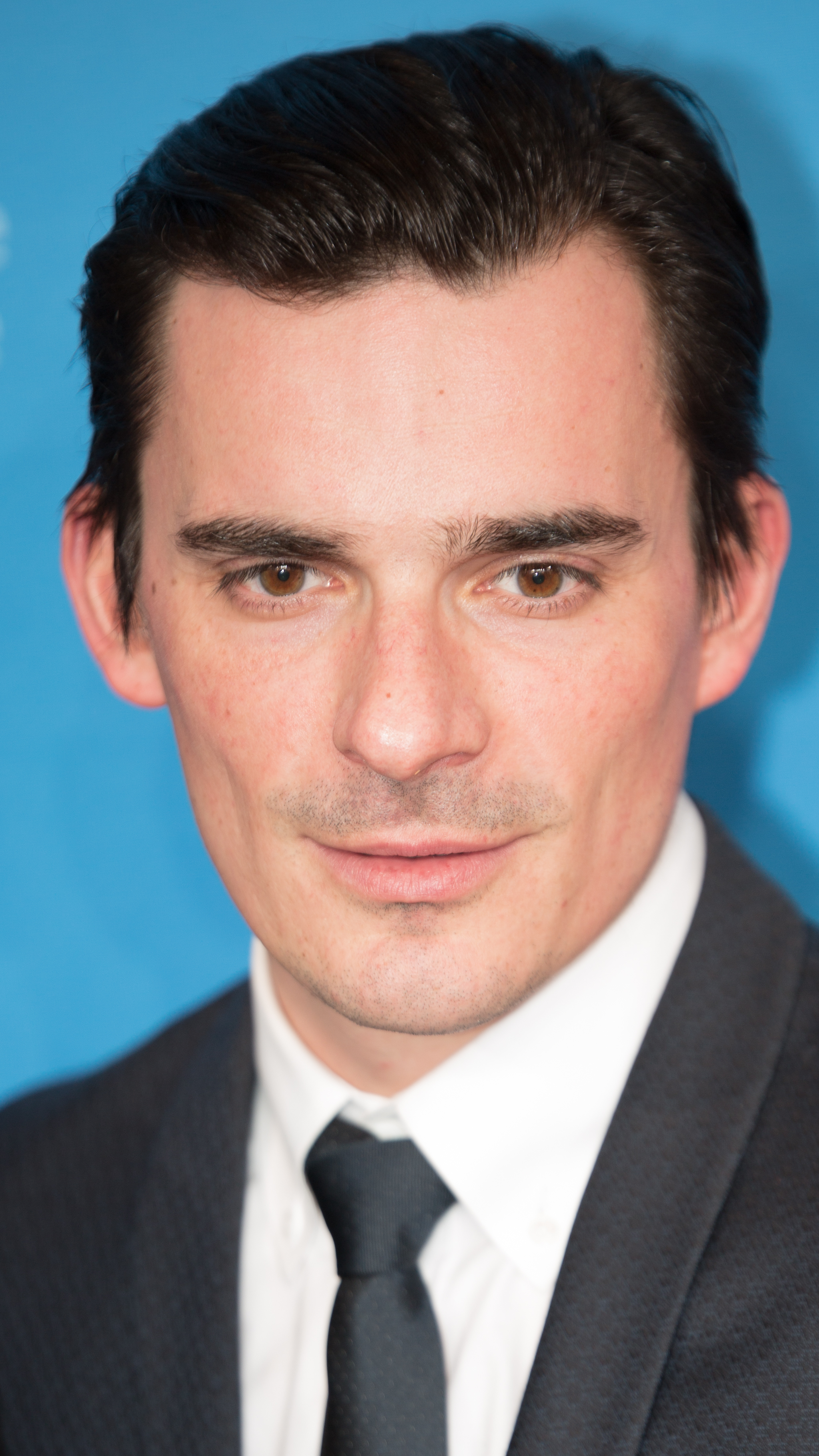
Hannes Wegener (* 1980)

- Wegener, Hans (1896–1980), deutscher Bibliothekar
- Wegener, Hans-Joachim (1911–1993), deutscher Politiker (CDU), MdL
- Wegener, Hans-Jürgen (1928–2016), deutscher Forstbeamter, Fachautor und langjähriger forstlicher Leiter der Höheren Forstbehörde Westfalen-Lippe
- Wegener, Harriet (1890–1980), deutsche Autorin, Frauenrechtlerin und Politikerin (FDP), MdHB
- Wegener, Hartmut (* 1946), deutscher Politiker (SPD), Staatssekretär
- Wegener, Hedi (* 1945), deutsche Politikerin (SPD), MdB
- Wegener, Heinrich (1840–1922), deutscher Architekt und Maurermeister
- Wegener, Heinz (1920–2004), deutscher Politiker (SPD), MdL, MdB
- Wegener, Henning (1936–2024), deutscher Diplomat
- Wegener, Herbert (1909–1980), deutscher Bibliothekar
- Wegener, Hermann, deutscher Drucker der Frühen Neuzeit
- Wegener, Hermann (1921–2003), deutscher Psychologe und Hochschullehrer
- Wegener, Horst (1926–2006), deutscher Experimentalphysiker
- Wegener, Horst (* 1956), deutscher Steinmetz und Bildhauer
- Wegener, Ingo (1950–2008), deutscher Informatiker und Hochschullehrer
- Wegener, Jo (1913–1995), deutsche Schauspielerin, Hörspiel- und Synchronsprecherin
- Wegener, Joachim, deutscher Kaufmann, Bürgermeister in Goslar
- Wegener, Johann Friedrich Wilhelm (1812–1879), deutscher Tier- und Landschaftsmaler der Romantik
- Wegener, Jürgen (1901–1984), deutscher Maler
- Wegener, Karen (1935–2012), dänische Schauspielerin
- Wegener, Karl (1846–1914), deutscher Architekt und Unternehmer, Vereins- und Verbandsfunktionär
- Wegener, Karl (1934–2022), deutscher Politiker (CDU), MdL
- Wegener, Klaus (1944–2018), dänischer Schauspieler
- Wegener, Kurt (1878–1964), deutscher Polarforscher und Meteorologe
- Wegener, Leo (1870–1936), deutscher Nationalökonom und Wirtschaftsfunktionär
- Wegener, Manfred (1935–1999), deutscher Autor
- Wegener, Mareike (* 1983), deutsche Regisseurin
- Wegener, Margot (1922–2024), deutsche Ausdruckstänzerin
- Wegener, Marie (* 2001), deutsche PopsängerinMarie Wegener (* 2001)

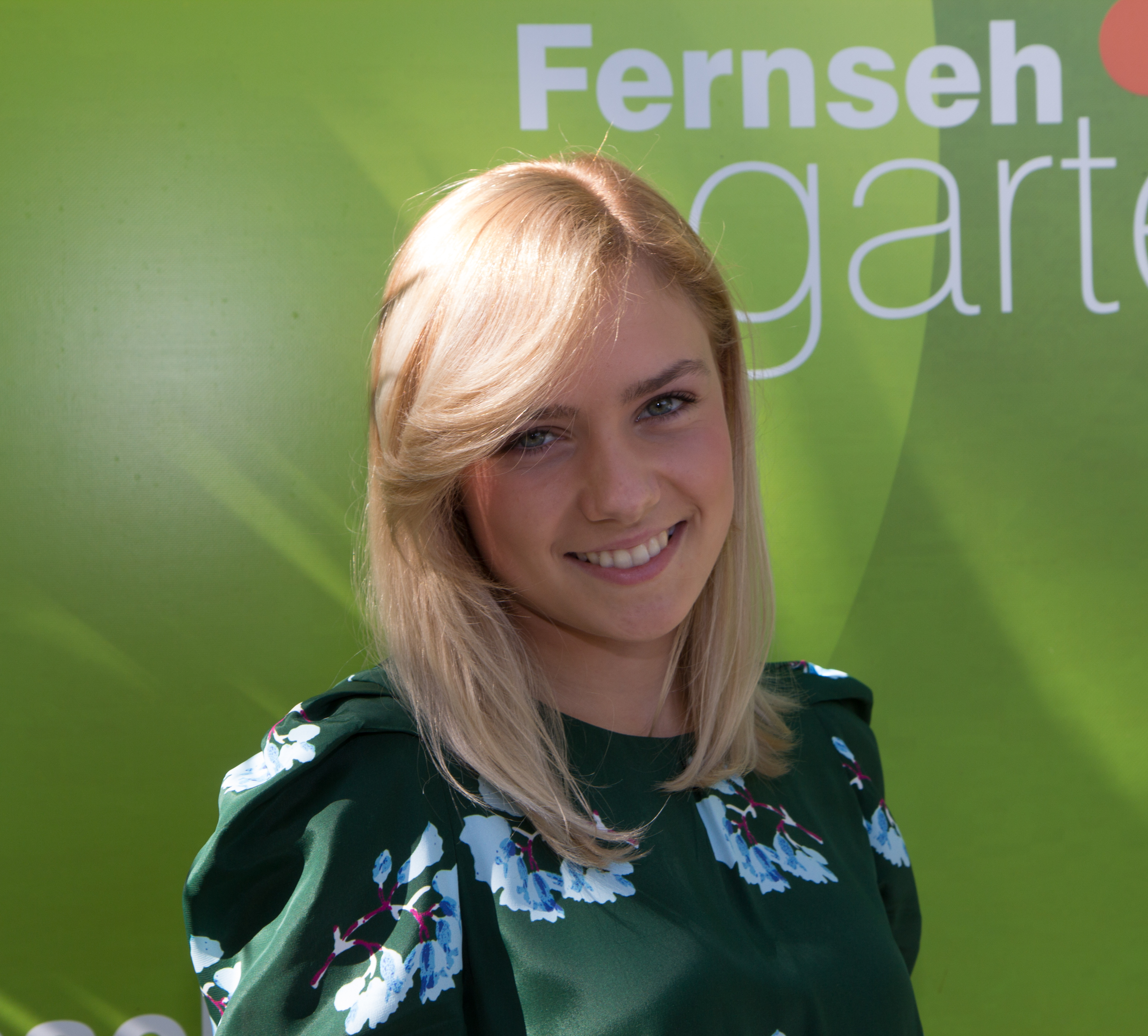
Marie Wegener (* 2001)

- Wegener, Martin (* 1961), deutscher Physiker
- Wegener, Monika (* 1982), deutsche Schauspielerin
- Wegener, Olaf (* 1981), deutscher Schachspieler
- Wegener, Ole (1936–2025), dänischer Schauspieler
- Wegener, Oskar (1877–1962), deutscher Politiker (SPD, SED), MdL, MdV, OB von Frankfurt (Oder)
- Wegener, Otto (1849–1924), schwedisch-französischer Fotograf in Paris (1867–1924)
- Wegener, Patrick (* 1994), deutscher Kommunalpolitiker (SPD)
- Wegener, Paul (1874–1948), deutscher Schauspieler und Regisseur
- Wegener, Paul (1908–1993), deutscher NSDAP-Gauleiter, MdBB, MdR
- Wegener, Peter (1917–2008), deutsch-US-amerikanischer Ingenieurwissenschaftler
- Wegener, Philipp (1848–1916), deutscher Sprachwissenschaftler und Gymnasialdirektor
- Wegener, Roland Michael (1947–2022), deutscher Diplomat
- Wegener, Sarah, deutsch-britische Sopranistin
- Wegener, Solveig (* 1962), deutsche Politikerin (PDS), MdV, MdB
- Wegener, Sophie (* 1966), deutsch-französische Sängerin (Bossa Nova)
- Wegener, Tobias (* 1993), deutscher Reality-TV-Teilnehmer und InfluencerTobias Wegener (* 1993)

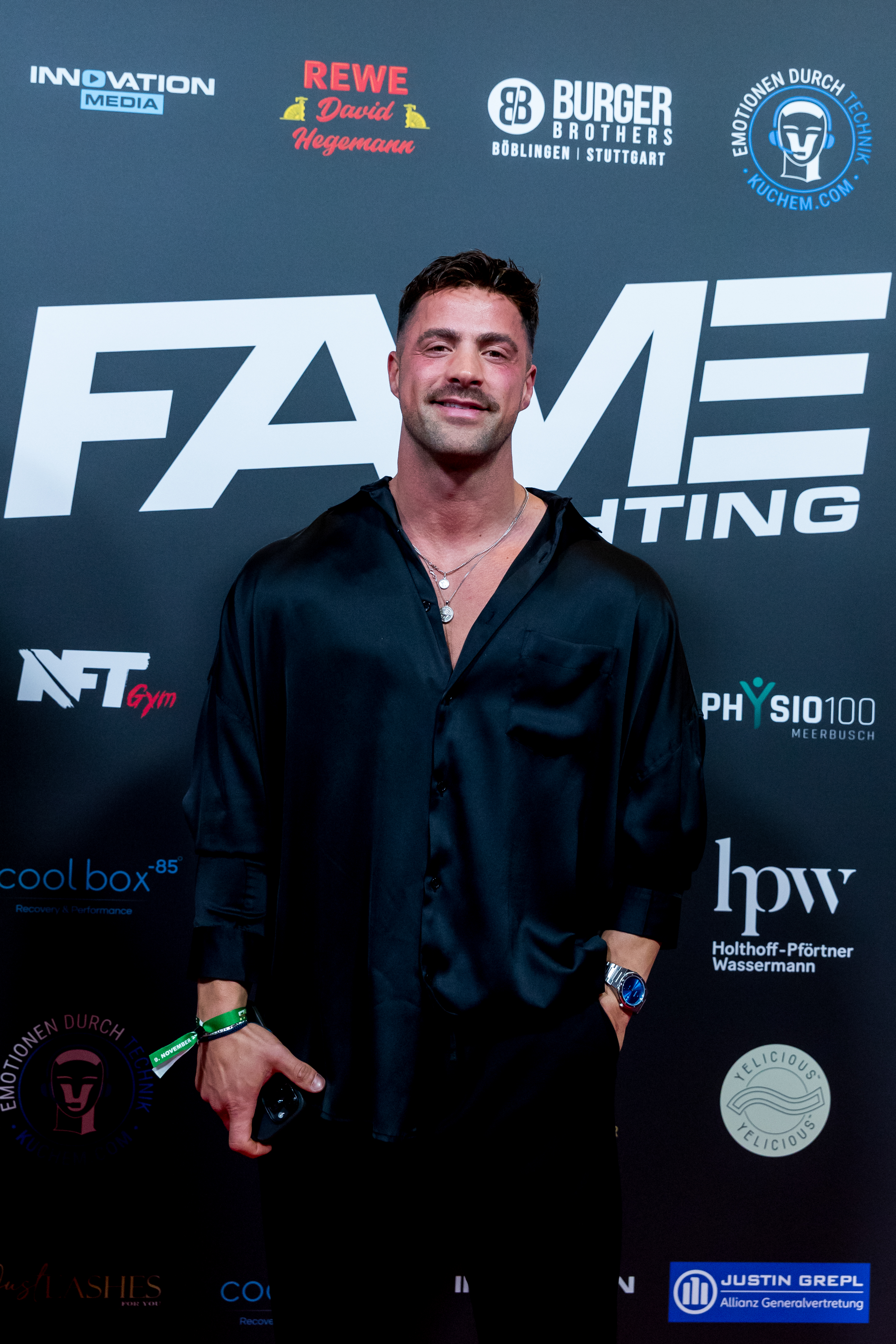
Tobias Wegener (* 1993)

- Wegener, Ulrich (1929–2017), deutscher Polizeioffizier
- Wegener, Uwe (* 1941), deutscher Agrar- und Forstwissenschaftler sowie Naturschützer
- Wegener, Wilhelm (1895–1944), deutscher General der Infanterie
- Wegener, Wilhelm (1911–2004), deutscher Rechtshistoriker
- Wegener, Wilhelm Gabriel (1767–1837), deutscher evangelischer Pfarrer
- Wegener, Willy (1899–1983), deutscher Politiker (SPD, SED), Bürgermeister
- Wegener, Wolf (* 1933), deutscher Jurist und Unternehmer
- Wegener, Wolfgang (1875–1956), deutscher Vizeadmiral
- Wegener, Wolfgang (1933–2002), deutscher Maler
- Wegenstein, Bernadette (* 1969), österreichische Medienwissenschaftlerin, Direktorin des Center for Advanced Media Studies an der Johns Hopkins University
- Wegenstein, Carl Leopold (1858–1937), österreichischer Orgelbauer
- Weger, August (1823–1892), deutscher Grafiker
- Weger, Benjamin (* 1989), Schweizer Biathlet
- Weger, Johann Philipp Benjamin von (1736–1809), königlich preußischer Generalmajor und zuletzt Kommandant in das Fort Preußen bei Neiße
- Weger, Karl-Heinz (1932–1998), deutscher katholischer Theologe und Philosoph
- Weger, Kim (* 1980), kanadische Eisschnellläuferin
- Weger, Laurentius der Ältere (1599–1629), deutscher Philosoph
- Weger, Laurentius der Jüngere (1653–1715), deutscher Philologe
- Weger, Matthias (* 1996), österreichischer Kanute
- Weger, Nina (* 1970), deutsche Schriftstellerin
- Weger, Richard (1848–1923), deutscher Jurist, höherer sächsischer Staatsbeamter
- Weger, Roman (* 1974), österreichischer Langstreckenläufer
- Weger, Svenja (* 1993), deutsche Seglerin
- Weger, Tobias (* 1968), deutscher Historiker und Übersetzer
- Wegera, Klaus-Peter (* 1948), deutscher Philologe und Mediävist
- Wegerbauer, Johannes (* 1955), österreichischer Grafiker, Designer, Architektur- und Porträtfotograf
- Wegerdt, Alfred (1878–1956), deutscher Verwaltungsjurist
- Wegereef, Jan (* 1962), niederländischer Fußballschiedsrichter
- Wegerer, Alfred von (1880–1945), deutscher Major und Historiker
- Wegerer, August Ferdinand von (1812–1887), preußischer Generalleutnant
- Wegerer, Gustav (1897–1954), österreichischer kommunistischer Widerstandskämpfer und politischer KZ-Häftling
- Wegerer, Karl (1897–1965), österreichischer Politiker (ÖVP), Landtagsabgeordneter
- Wegerer, Konrad von (1822–1891), preußischer Generalmajor
- Wegerer, Roland (* 1974), österreichischer bildender Künstler, Videokünstler, Initiator und Organisator eines Videokunstfestivals
- Wegerich, Ullrich (* 1955), deutscher Kriminalschriftsteller
- Wegerif, A. H. (1888–1963), niederländischer Architekt und Filmarchitekt
- Wegerle, Carola (* 1964), deutsche Schauspielerin und Autorin
- Wegerle, Roy (* 1964), US-amerikanischer Fußballspieler
- Wegern, Karl Wilhelm von (1785–1850), preußischer Generalmajor, Kommandant der Festung Weichselmünde
- Wegert, Elias (* 1955), deutscher Mathematiker
- Wegert, Friedrich (1895–1980), deutscher Maler und Grafiker
- Wegert, Wolfgang (* 1943), deutscher Pastor, Autor und christlicher Fernsehprediger
- Wegerth, Reinhard (* 1950), österreichischer Schriftsteller
- Wegesin, Heiner (* 1953), deutscher Verwaltungsjurist
- Wegewitz, Olaf (* 1949), deutscher Künstler
- Wegewitz, Willi (1898–1996), deutscher Archäologe

### Wegg
- Weggartner, Albert (1905–1979), deutscher Politiker (BP, CSU)
- Weggartner, Possenti (1907–1976), deutscher römisch-katholischer Geistlicher, Ordensmann, Missionar und Märtyrer
- Wegge, Carmen (* 1989), deutsche Politikerin (SPD), MdBCarmen Wegge (* 1989)

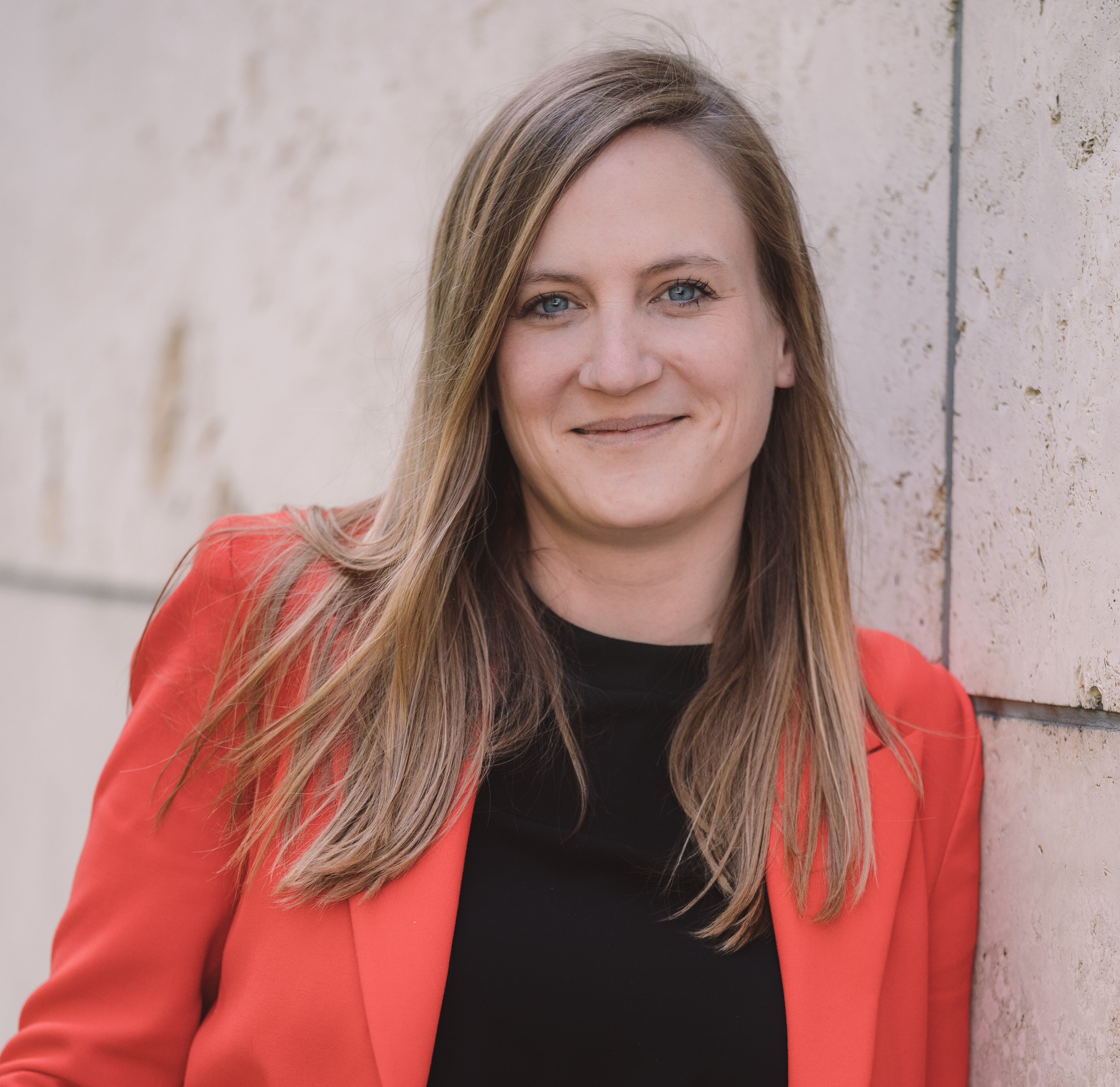
Carmen Wegge (* 1989)

- Wegge, Günther (1932–2013), deutscher Politiker (SPD) und Staatssekretär (Brandenburg)
- Wegge, Jürgen (* 1963), deutscher Psychologe
- Weggel, Oskar (* 1935), deutscher Sinologe und Jurist
- Weggeman, Christopher P., US-amerikanischer Offizier, Generalleutnant der US Air Force
- Weggen, Jenny (* 1982), deutsche Politikerin (GAL), MdHB
- Weggenmann, Markus (* 1953), deutscher Maler
- Wegger, Ole (1859–1936), norwegischer Schiffbauingenieur, Werftdirektor, Storting-Abgeordneter

### Wegh
- Wegher, Ivano, italienischer Skispringer
- Weghofer, Martin (* 1997), deutscher Koch
- Weghofer, Matthias (* 1952), österreichischer Politiker (ÖVP), Landtagsabgeordneter
- Weghorn, Eberhard (* 1947), deutscher Politiker (FDP), MdL
- Weghorst, Wout (* 1992), niederländischer FußballspielerWout Weghorst (* 1992)

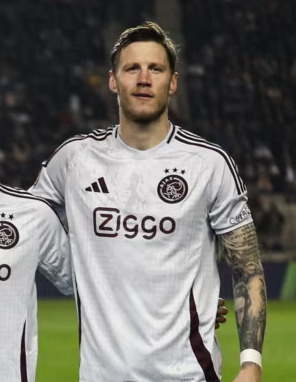
Wout Weghorst (* 1992)

### Wegi
- Węgiel, Roksana (* 2005), polnische Sängerin
- Węgierski, Tomasz Kajetan (1755–1787), polnischer Schriftsteller und Übersetzer

### Wegk
- Wegkamp, Gerrit (* 1993), deutscher Fußballspieler

### Wegl
- Weglehner, Eric Marcus (* 1992), österreichischer Regisseur und Drehbuchautor
- Weglehner, Willi (* 1948), deutscher Schriftsteller
- Weglein, Clär (1895–1973), deutsche Musikpädagogin
- Weglein, Resi (1894–1977), deutsche Krankenschwester im KZ Theresienstadt
- Wegleitner, Christian (* 1978), österreichischer Fußballspieler und Trainer
- Wegleitner, Gottfried (1972–2018), österreichischer Franziskanerpater
- Wegler, Richard (1906–1999), deutscher Chemiker
- Wegling, Melanie (* 1990), deutsche Politikerin (SPD), MdB
- Weglinski, Helmut (1925–1996), deutscher Jazz- und Unterhaltungsmusiker

### Wegm
- Wegman, Edward (* 1948), US-amerikanischer Statistiker
- Wegman, Froukje (* 1979), niederländische Ruderin
- Wegman, Ita (1876–1943), niederländische Ärztin und Mitbegründerin der anthroposophischen Medizin
- Wegman, Mark, US-amerikanischer Informatiker
- Wegman, William (* 1943), US-amerikanischer Fotograf
- Wegmann, August (1888–1976), deutscher Jurist und Politiker (CDU), MdR, MdL
- Wegmann, August (1892–1960), deutscher Politiker (SPD), MdL
- Wegmann, Bertha (1847–1926), dänisch-schweizerische Malerin des Impressionismus
- Wegmann, Caesar Eugen (1896–1982), Schweizer Geologe
- Wegmann, Christian (* 1976), deutscher Radrennfahrer
- Wegmann, Dora (1939–2001), Schweizer Theologin, Pfarrerin und Gründerin der ökumenischen Frauenbewegung in Zürich
- Wegmann, Emil (1906–1987), deutscher Politiker (SPD), MdL (Baden-Württemberg)
- Wegmann, Fabian (* 1980), deutscher RadrennfahrerFabian Wegmann (* 1980)

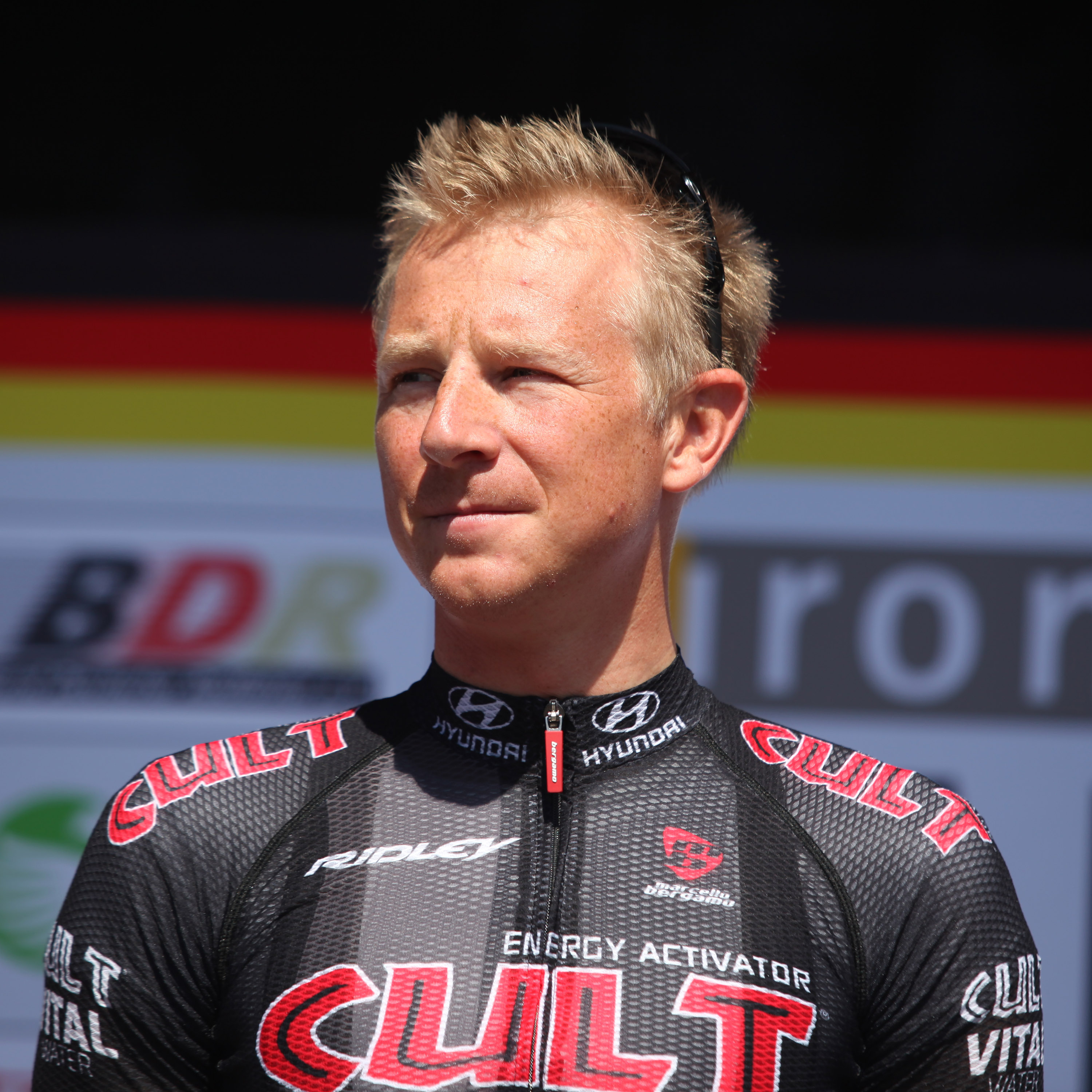
Fabian Wegmann (* 1980)

- Wegmann, Günter (* 1954), deutscher Fußballtrainer
- Wegmann, Gustav Albert (1812–1858), Architekt, Maurer
- Wegmann, Hans (1889–1973), Schweizer evangelischer Geistlicher
- Wegmann, Johann Benedikt Ernst (1765–1828), deutscher Orgel- und Instrumentenbauer
- Wegmann, Johann Conrad († 1738), deutsch-schweizerischer Orgelbauer
- Wegmann, Jordi (* 2002), deutscher Fußballspieler
- Wegmann, Judith (* 1975), Schweizer Pianistin (Neue Musik, Improvisationsmusik)
- Wegmann, Jürgen (* 1964), deutscher FußballspielerJürgen Wegmann (* 1964)

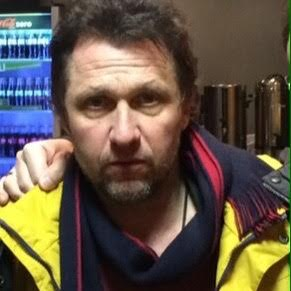
Jürgen Wegmann (* 1964)

- Wegmann, Karl (1906–1981), deutscher Widerstandskämpfer
- Wegmann, Karl-Heinz (1934–1989), deutscher Kugelstoßer
- Wegmann, Klaus (1932–2011), deutscher Biochemiker
- Wegmann, Konrad (1932–2008), deutscher Politologe und Sinologe
- Wegmann, Léa (* 1990), deutsche Schauspielerin
- Wegmann, Marius (* 1998), deutscher Fußballspieler
- Wegmann, Nikolaus (* 1954), deutscher germanistischer Literaturwissenschaftler
- Wegmann, Paul (1889–1945), deutscher Politiker (SPD, USPD, KPD, VKPD, SAPD), MdR, Gewerkschafter, Widerstandskämpfer
- Wegmann, Peter (1843–1912), deutscher Unternehmer, Kommerzienrat und Mitbegründer des Unternehmens Wegmann, Harkort & Co
- Wegmann, Philipp Ernst (1734–1778), deutscher Orgelbauer
- Wegmann, Richard (1886–1954), deutscher Gutsbesitzer, Mitglied des Provinziallandtages der Provinz Hessen-Nassau
- Wegmann, Sabine (* 1965), deutsche Theaterschauspielerin
- Wegmann, Sylta Fee (* 1987), deutsche SchauspielerinSylta Fee Wegmann (* 1987)

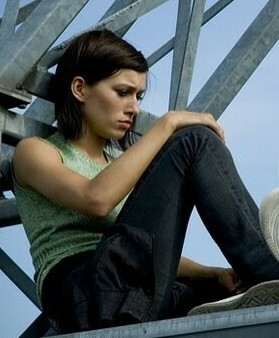
Sylta Fee Wegmann (* 1987)

- Wegmann, Theo (* 1951), Schweizer Komponist, Pianist, Organist und Musikpädagoge
- Wegmann, Thomas (* 1962), deutscher Literaturwissenschaftler und Professor für Neuere deutsche Literaturwissenschaft an der Leopold-Franzens-Universität Innsbruck
- Wegmann, Ute (* 1959), deutsche Literaturkritikerin und Autorin von Kinderbüchern
- Wegmann, Uwe (* 1964), deutscher Fußballspieler und -trainer
- Wegmann, Valentin (* 1979), schweizerischer Basketballspieler
- Wegmann-Dändliker, Alice (1850–1909), Schweizer Schriftstellerin
- Wegmarshaus, Gert-Rüdiger (* 1954), deutscher Politikwissenschaftler
- Wegmayr, Sebastian (1776–1857), österreichischer Blumenmaler
- Wegmüller, Marco (* 1982), Schweizer Eishockeytorhüter
- Wegmüller, Thomas (* 1960), Schweizer Radrennfahrer
- Wegmüller, Walter (1937–2020), Schweizer Künstler

### Wegn
- Wegner, Agnes (* 1966), deutsche Kulturmanagerin
- Wegner, Agnes Lisa (* 1976), deutsche Regisseurin und Drehbuchautorin
- Wegner, Anke (* 1955), deutsche Kanutin
- Wegner, Ari (* 1984), australische Kamerafrau
- Wegner, Armin (1850–1917), deutscher Architekt und preußischer Baubeamter
- Wegner, Armin (* 1965), deutscher Handballspieler
- Wegner, Armin T. (1886–1978), deutscher Schriftsteller
- Wegner, Arthur (1900–1989), deutscher Strafrechtler und Völkerrechtler
- Wegner, August Emil (1805–1865), deutscher Landrat
- Wegner, Axel (* 1963), deutscher Sportschütze
- Wegner, Benjamin (1795–1864), norwegischer Industrieller, Gutsbesitzer und Holzhändler deutscher Herkunft
- Wegner, Bernd (1942–2024), deutscher Mathematiker
- Wegner, Bernd (* 1949), deutscher Historiker
- Wegner, Bernd (* 1957), deutscher Politiker (CDU), MdL
- Wegner, Bettina (* 1947), deutsche Liedermacherin und LyrikerinBettina Wegner (* 1947)

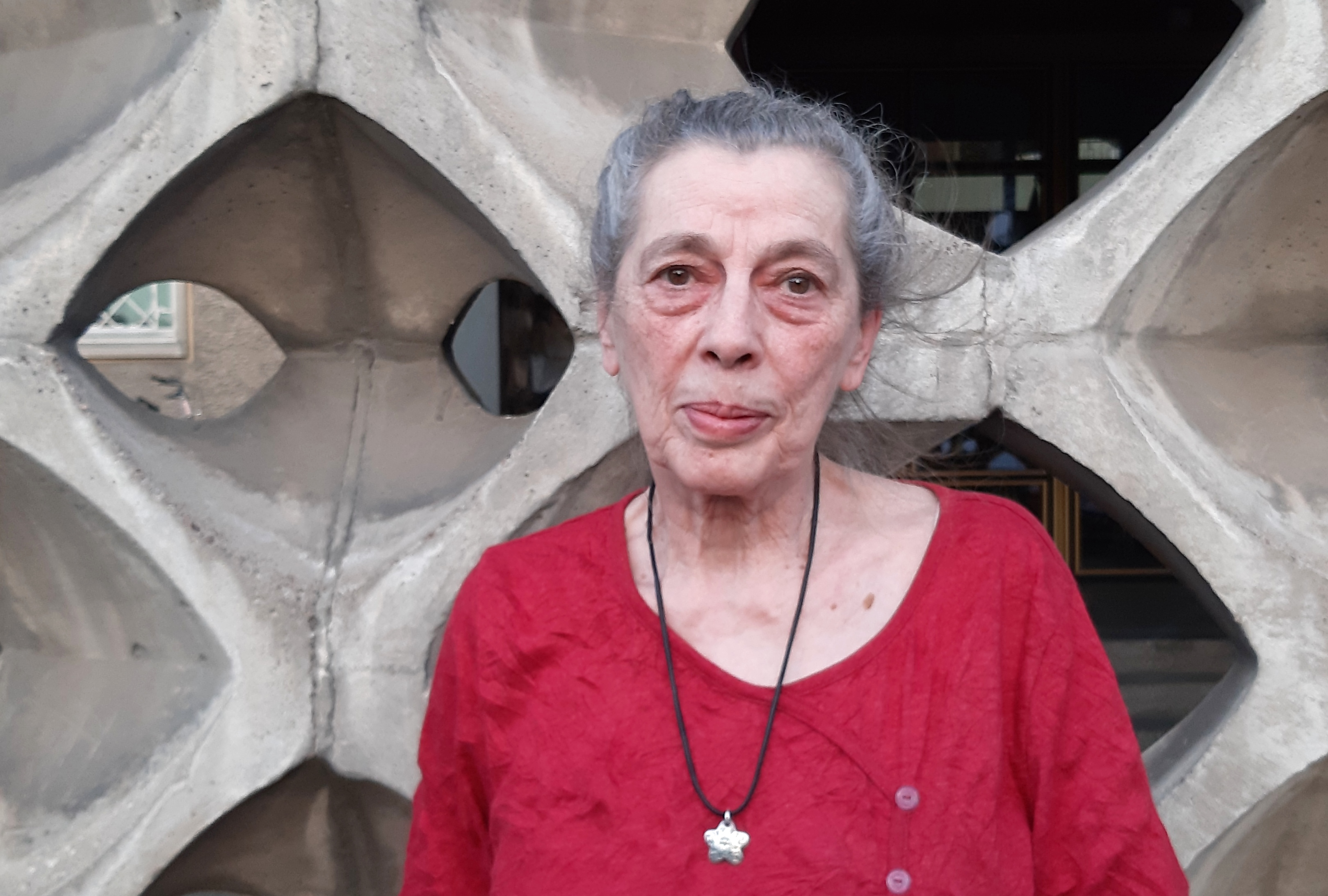
Bettina Wegner (* 1947)

- Wegner, Christel (1947–2023), deutsche Politikerin (DKP), MdL
- Wegner, Christian (1893–1965), deutscher Verleger
- Wegner, Constanze (* 1990), deutsche Basketballspielerin
- Wegner, Daniel (1948–2013), US-amerikanischer Psychologe, beschrieb den freien Willen als Illusion
- Wegner, Dawid (* 2000), polnischer Speerwerfer
- Wegner, Dennis (* 1991), deutscher Fußballspieler
- Wegner, Dushan (* 1974), Publizist, Videojournalist, Medienwissenschaftler und Politikberater
- Wegner, Eginhard (1918–2001), deutscher Geograph
- Wegner, Erich (1899–1980), deutscher Maler
- Wegner, Erich (* 1914), deutscher DBD-Funktionär, MdV
- Wegner, Ernestine (1850–1883), deutsche Theaterschauspielerin und Opernsängerin (Sopran)
- Wegner, Ernst (1868–1926), deutscher Verwaltungsbeamter
- Wegner, Ernst (1900–1945), deutscher Mediziner und Politiker (NSDAP), MdR
- Wegner, Erwin (1909–1945), deutscher Leichtathlet und Olympiateilnehmer
- Wegner, Ewald (1954–2010), deutscher Kunsthistoriker und Denkmalpfleger
- Wegner, Franz (* 1940), deutscher Physiker und Hochschullehrer
- Wegner, Friedrich Wilhelm (1836–1898), deutscher Kommunalbeamter, MdHH
- Wegner, Fritz (1922–2007), deutscher Offizier, zuletzt Generalleutnant der Bundeswehr
- Wegner, Georg (1943–2017), deutscher Rechtsanwalt und Handballspieler
- Wegner, Gerhard (* 1941), deutscher Chemiker
- Wegner, Gerhard (* 1951), deutscher Gründer und Präsident der Hai- und Meeresschutzorganisation Sharkproject International
- Wegner, Gerhard (* 1953), deutscher Theologe und Sozialwissenschaftler
- Wegner, Gerhard (* 1956), deutscher Ökonom
- Wegner, Gottfried (1644–1709), deutscher lutherischer Theologe
- Wegner, Gudrun (1955–2005), deutsche Schwimmerin
- Wegner, Günter (1937–2016), deutscher prähistorischer Archäologe
- Wegner, Gustav (1903–1942), deutscher Leichtathlet
- Wegner, Gustav (1905–1983), deutscher SS-Obersturmbannführer und Kommandeur des Wachbataillons des KZ Sachsenhausen
- Wegner, Hans J. (1914–2007), dänischer Tischler, Architekt und Möbeldesigner
- Wegner, Hans-Georg (* 1968), deutscher Theaterintendant, Dramaturg und Librettist
- Wegner, Hans-Helmut, deutscher Prähistoriker
- Wegner, Helmut (1931–2019), deutscher Diplomat und Botschafter in Norwegen (1992–1996)
- Wegner, Henning (1584–1636), deutscher Rechtswissenschaftler
- Wegner, Ilse (1941–2018), deutsche Altorientalistin
- Wegner, Jochen (* 1969), deutscher Journalist, Chefredakteur von Die Zeit
- Wegner, Josef W. (* 1967), US-amerikanischer Ägyptologe
- Wegner, Julia (* 1967), deutsche Pop- und Schlagersängerin
- Wegner, Jutta (* 1963), deutsche Politikerin (Bündnis 90/Die Grünen), MdL
- Wegner, Kai (* 1972), deutscher Politiker (CDU)Kai Wegner (* 1972)

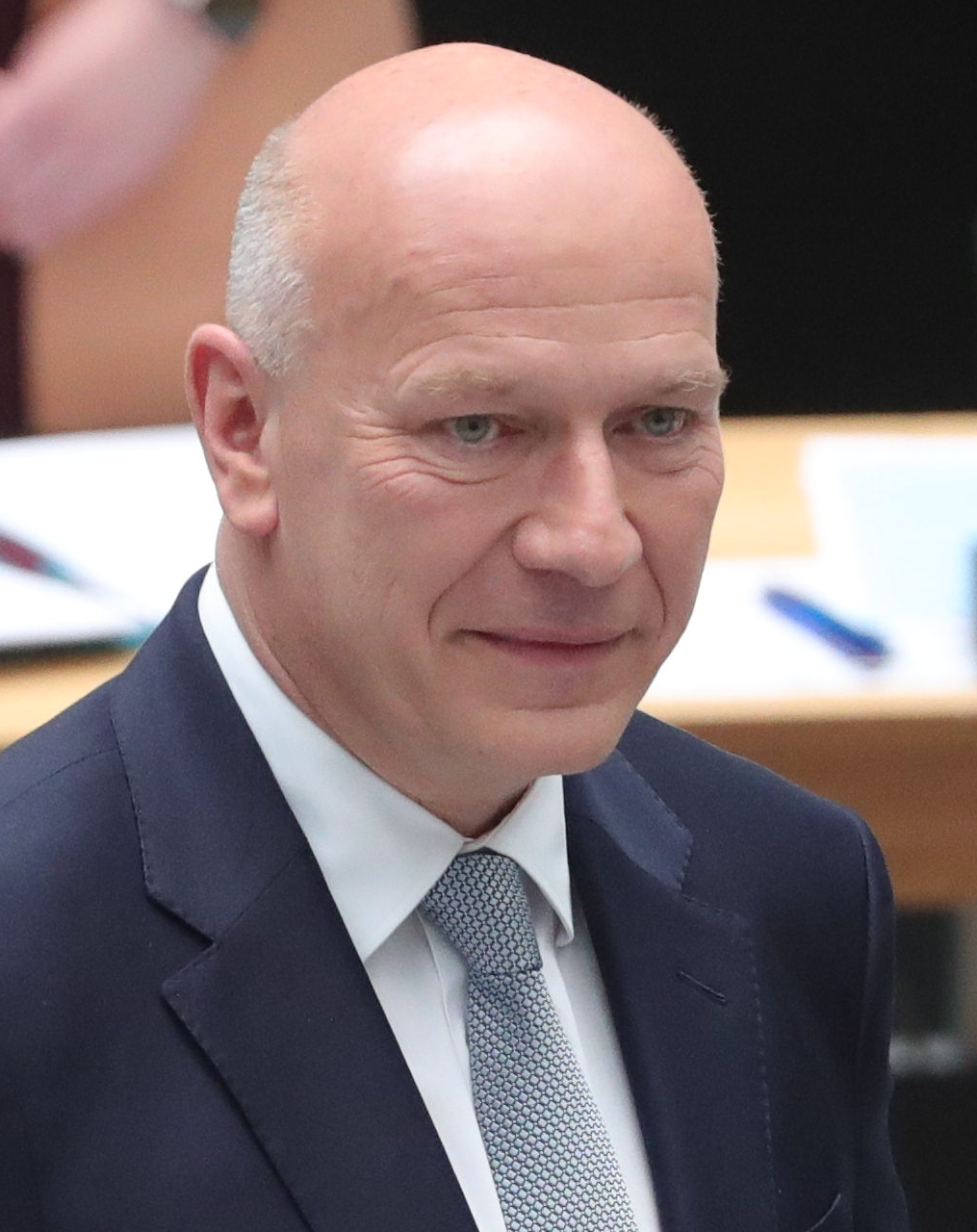
Kai Wegner (* 1972)

- Wegner, Karl-Heinz (1915–2009), deutscher Journalist, Zeitschriftenchefredakteur und Filmfunktionär in der DDR
- Wegner, Klaus (* 1930), deutscher Schlosser und Mitglied der Volkskammer der DDR
- Wegner, Klaus (* 1951), deutscher Volleyballspieler
- Wegner, Konstanze (* 1938), deutsche Historikerin und Politikerin (SPD), MdB
- Wegner, Kurt (1898–1964), deutscher Politiker (SPD), MdR
- Wegner, Kurt (1908–1985), deutscher Künstler
- Wegner, Larissa (* 2002), deutsche Sportschützin
- Wegner, Leon (1824–1873), preußisch-polnischer Jurist, Ökonom, Historiker und Politiker
- Wegner, Lutz (* 1949), deutscher Informatiker
- Wegner, Manfred (* 1957), deutscher Sportwissenschaftler
- Wegner, Marie (1859–1920), deutsche Frauenrechtlerin und Publizistin
- Wegner, Markus E. (* 1953), deutscher Politiker (CDU), MdHB und Publizist
- Wegner, Matthias (1937–2023), deutscher Verleger und Autor
- Wegner, Max (1859–1918), deutscher Theaterschauspieler und -regisseur
- Wegner, Max (1902–1998), deutscher Klassischer Archäologe
- Wegner, Max (1915–1944), deutscher Schriftsteller
- Wegner, Max (* 1987), deutscher Unternehmer
- Wegner, Max (* 1989), deutscher Fußballspieler
- Wegner, Michael (* 1958), deutscher Politiker (CDU), MdA
- Wegner, Nico (* 1995), deutscher Volleyballspieler
- Wegner, Olaf (* 1967), deutscher Politiker (Piratenpartei), MdL
- Wegner, Peter (1932–2017), österreichisch-US-amerikanischer Informatiker
- Wegner, Peter (* 1953), australischer Maler und Hochschullehrer
- Wegner, Ralf (* 1984), deutscher Schauspieler
- Wegner, Reiner (* 1950), deutscher Politiker (SPD), MdL
- Wegner, René (* 1983), deutscher Fußballspieler
- Wegner, Richard (1815–1894), deutscher Verwaltungsjurist
- Wegner, Roland (* 1975), deutscher Politiker (V-Partei³)
- Wegner, Romuald Sixtus (1914–1945), deutscher Schulbruder und Märtyrer
- Wegner, Rudi (1923–1995), deutscher Jugendfunktionär und Konteradmiral
- Wegner, Sabine (* 1955), deutsche Schauspielerin
- Wegner, Theodor (1880–1934), deutscher Paläontologe und Geologe
- Wegner, Thomas (1948–2016), deutscher Unternehmer, Kunstsammler und Kulturförderer
- Wegner, Toon (1926–2010), niederländischer Maler und Grafiker
- Wegner, Udo (1902–1989), deutscher Mathematiker
- Wegner, Ulli (* 1942), deutscher Boxer und BoxtrainerUlli Wegner (* 1942)

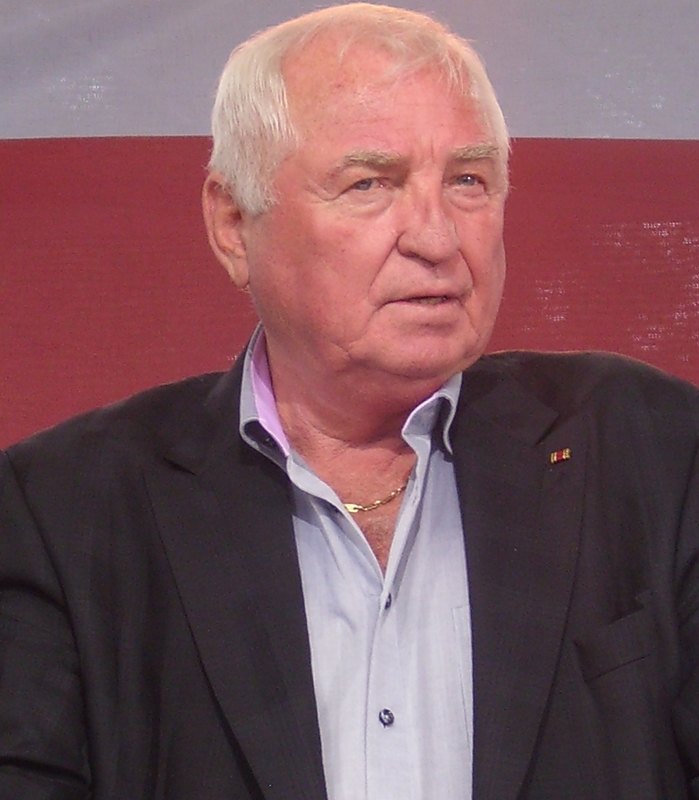
Ulli Wegner (* 1942)

- Wegner, Uwe (* 1959), deutscher Leichtathlet
- Wegner, Walburga (1908–1993), deutsche Opernsängerin (Sopran)
- Wegner, Walter (1902–1978), deutscher Oberstadtdirektor und Staatssekretär
- Wegner, Wilhelm (1898–1972), deutscher Ophthalmologe und Hochschullehrer
- Wegner, Wolfgang (1913–1978), deutscher Kunsthistoriker
- Wegner-Korfes, Sigrid (1933–2004), deutsche Historikerin
- Wegner-Zell, Bertha (1850–1927), deutsche Kinder- und Jugendschriftstellerin
- Wegnern, Anton von (1809–1891), deutscher Verwaltungsjurist und Abgeordneter im Königreich Preußen
- Wegnern, Carl von (1777–1854), Richter am OLG Königsberg, Kanzler in Preußen
- Wegnern, Georg Friedrich von (1729–1793), preußischer Generalmajor
- Wegnern, Johann Christoph von (1702–1774), preußischer Oberst, Regimentschef des Magdeburger Land-Regiments
- Wegnern, Martin von (1855–1897), deutscher fürstlich schaumburg-lippischer Staatsminister
- Wegnez, Victor (* 1995), belgischer Hockeyspieler

### Wego
- Wego, Gabi (* 1959), deutsche Fußballtorhüterin

### Wegr
- Wegrath, Karl (1932–2018), österreichischer Tischtennisspieler
- Wegricht, Michael (* 1994), deutscher Triathlet
- Wegrostek, Oskar (1907–1972), österreichischer Schauspieler
- Węgrowska, Iwona (* 1982), polnische Popsängerin
- Węgrzycki-Szymczyk, Natan (* 1995), polnischer Ruderer
- Węgrzyn, Angelika (* 1982), polnische Badmintonspielerin
- Węgrzyn, Kazimierz (* 1967), polnischer Fußballspieler
- Węgrzyn, Krzysztof (* 1953), polnischer Violinist, Konzertmeister und Hochschullehrer
- Węgrzyn, Norbert (1960–2016), polnischer Badmintonspieler
- Węgrzyn, Robert (* 1968), polnischer Politiker, Mitglied des Sejm
- Węgrzynkiewicz, Jakub (1928–2006), polnischer Skispringer

### Wegs
- Wegscheider, Christian (* 1965), österreichischer Jazzpianist und Komponist
- Wegscheider, Ferdinand (* 1960), österreichischer Journalist und Programmchef des privaten Fernsehsenders ServusTVFerdinand Wegscheider (* 1960)

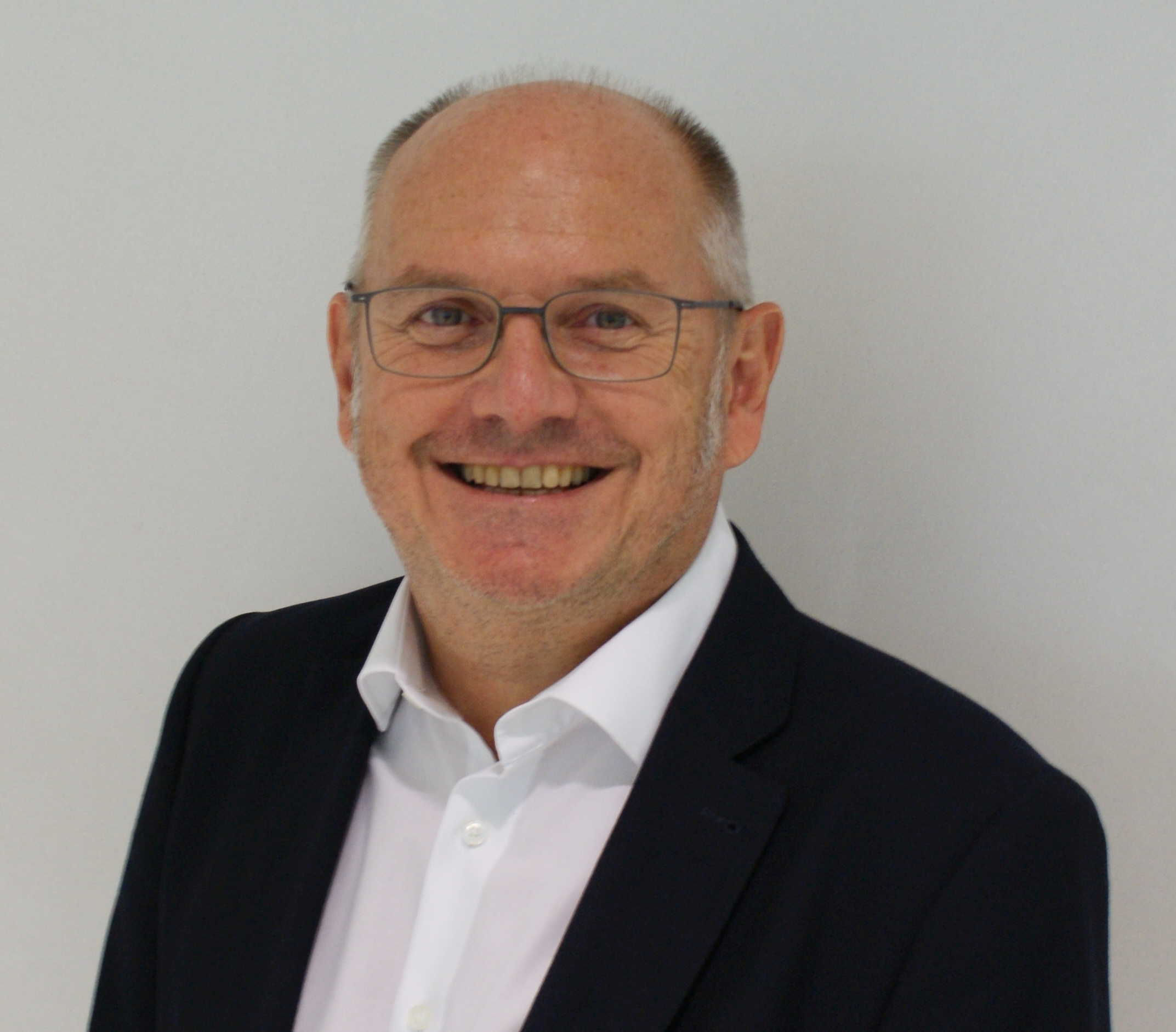
Ferdinand Wegscheider (* 1960)

- Wegscheider, Gustav (1819–1893), deutscher Mediziner
- Wegscheider, Helmut, deutscher Skispringer
- Wegscheider, Hermann (1880–1941), deutsches Opfer des Nationalsozialismus
- Wegscheider, Hildegard (1871–1953), deutsche Politikerin, Frauenrechtlerin, erste Frau, die in Preußen das Abitur machte
- Wegscheider, Johann (1828–1907), österreichischer Politiker
- Wegscheider, Josef (1897–1939), Zeuge Jehovas und somit Opfer des NS-Regimes in Salzburg
- Wegscheider, Julius August Ludwig (1771–1849), protestantischer Theologe
- Wegscheider, Kristian (* 1954), deutscher Orgelbauer und -restauratorKristian Wegscheider (* 1954)

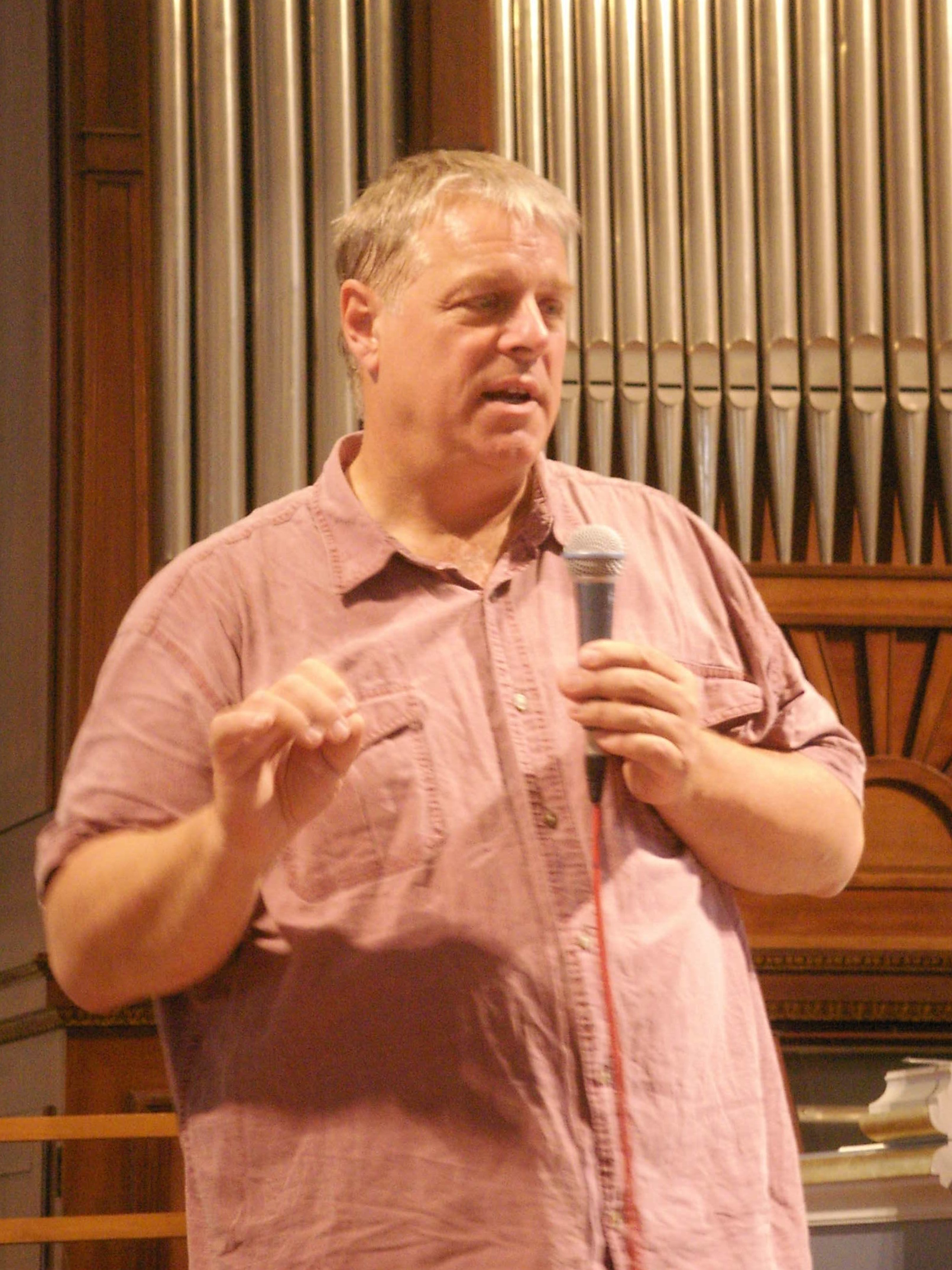
Kristian Wegscheider (* 1954)

- Wegscheider, Lorenz (* 1964), deutscher Skispringer
- Wegscheider, Manfred (* 1949), österreichischer Landespolitiker
- Wegscheider, Rudolf (1859–1935), österreichischer Chemiker
- Wegscheider, Susanne (* 1953), österreichische Politikerin (ÖVP), Abgeordnete zum Nationalrat
- Wegscheider, Thomas (* 1933), deutscher Bankmanager
- Wegscheider, Thomas (* 1974), österreichischer Kraftsportler
- Wegscheider, Walther (* 1954), österreichischer Zahnarzt
- Wegscheider, Werner (* 1963), Festkörperphysiker und Hochschullehrer
- Wegscheider, Wolfhard (1950–2025), österreichischer Chemiker und Hochschullehrer
- Wegstein, Joseph (1922–1985), US-amerikanischer Informatiker
- Wegstein, Werner (* 1943), deutscher Literaturwissenschaftler und Computerphilologe

### Wegt
- Wegter, Henning (* 1987), deutscher Volleyballspieler und -manager

### Wegw
- Wegwarth, Odette, deutsche Psychologin und Hochschullehrerin
- Wegwerth, Alfred (1897–1976), deutscher Künstler und Politiker (NSDAP)